# 孔僉
孔 僉（こう せん、生没年不詳）は、南朝梁の官僚・儒学者。本貫は会稽郡山陰県。

## 経歴
若くして何胤に師事し、五経に通じ、とくに三礼・『孝経』・『論語』に明るかった。その講説は数十回におよび、生徒は数百人を集めた。国子助教を経て、三たび五経博士となり、尚書祠部郎に転じた。海塩県令や山陰県令をつとめたが、県では治績を挙げられなかった。侯景の乱が起こると、家で死去した。
子の孔俶玄は、文学を渉猟して、官は太学博士に上った。

## 伝記資料
- 『梁書』巻48 列伝第42
- 『南史』巻71 列伝第61